# 1923년 잉글랜드 FA컵 결승전
1923년 잉글랜드 FA컵 결승전(1923 FA Cup Final)은 1923년 4월 28일 영국 런던의 웸블리 스타디움에서 열린 볼턴 원더러스 FC와 웨스트 햄 유나이티드 FC 간의 1922~23년 FA컵의 마지막 축구 경기다. FA컵(Football Association Challenge Cup, 축구 협회 챌린지 컵) 같은 잉글랜드 축구 역사의 초기 컵 대회의 대표적인 표본으로 뽑히는 이 경기는 1923년에 완공된 웸블리 스타디움에서 열린 첫 축구 경기로 기록되어 있다. 영국 국왕 조지 5세가 우승팀에게 경기 후 트로피를 수여하기 위해 관중석에 자리했다.
각 팀은 결승전까지 5라운드씩을 치렀다. 볼턴 원더러스는 3라운드 2차전부터 마지막 3경기에서 데이비드 잭이 경기마다 홀로 한 골씩 터뜨리고 팀은 무실점으로 골문을 틀어막으며 모두 1:0 승리를 거두며 결승전에 올랐다. 하위 리그 소속이었던 웨스트 햄 유나이티드는 풋볼 리그 2부 이하의 하위리그 팀들을 상대했는데, 이 때는 잉글랜드 축구에서 축구 팀들을 실력 별로 여러 리그로 나누기 시작한 시기였다. 웨스트 햄은 4라운드에서 사우샘프턴 FC 3차전까지 가는 접전 끝에 간신히 물리쳤지만 그 다음 준결승전에서는 5골을 퍼부으며 더비 카운티 FC에게 완승을 거두고 결승전에 진출했다.
이 대회 결승전은 축구 자체보다 125,000명 정도 되는 웸블리 스타디움의 수용인원을 훌쩍 뛰어넘은 엄청난 인파로 인한 큰 혼란 때문에 더 중요하게 여겨진다. 추정 300,000여 명의 관중들이 입장하면서 경기장의 테라스까지 꽉 차서 사람들이 넘칠 정도였고, 관중들은 선수들이 경기하는 경기장 안 피치까지 내려가기까지 했다. 말에 올라탄 경찰들이 경기 시작을 위해 피치 위의 관중들을 올려 보내려고 투입되었는데, 이때 경찰이 탄 말 중 밝은 색의 말이 이 날의 상징이 되었다. 결승전 경기는 관중들이 피치를 둘러싸고 서있는 동안 45분 늦게 시작했다. 경기에선 시작하자마자 웨스트 햄이 강한 공격을 시도했으나 이후 볼턴이 강팀의 위력을 과시하며 경기를 지배하고 2:0 승리를 거뒀다. 세 경기 연속골을 터뜨렸던 볼턴의 데이비드 잭이 경기 시작 2분 만에 상대 수비 공백을 틈타 선제골을 넣었고, 후반전에는 스코틀랜드 출신의 잭 스미스가 추가골을 넣어 승리를 장식했다. 결승 경기 전 행사 때문에 영국 하원에서 논쟁이 있었고 다음 결승 경기들을 위한 안전 대책을 마련하게 되었다. 이 경기는 “백마 결승전”(“White Horse Final”)으로 불리며 2007년에 새로 건축된 웸블리 스타디움에는 백마교(White Horse Bridge)를 지어 이 경기를 기념하기도 한다.

## 결승전까지의 경기
| 라운드 | 상대팀                 | 결과 |
| ------ | ---------------------- | ---- |
| 1      | 노리치 시티 (원)       | 2:0  |
| 2      | 리즈 유나이티드 (홈)   | 3:1  |
| 3      | 허더즈필드 타운 (원)   | 1:1  |
| 3      | 허더즈필드 타운 (홈)   | 1:0  |
| 4      | 찰턴 애슬레틱 (원)     | 1:0  |
| 준결승 | 셰필드 유나이티드 (중) | 1:0  |

볼턴 원더러스와 웨스트 햄 유나이티드는 각각 잉글랜드 풋볼 1부 리그와 풋볼 2부 리그에 속해있었지만 두 팀 모두 제일 낮은 라운드인 1라운드부터 시작했다. 볼턴은 1923년 전까지 1894년, 1904년의 2번의 잉글랜드 FA컵 결승전 진출이 있었지만, 웨스트 햄은 1919년이 돼서야 풋볼 리그에 참가했기 때문에 여태껏 8강 이상 진출한 적이 없었다. 볼턴은 1라운드에서 3부 리그에 속한 노리치 시티와의 원정 경기에서 승리를 거뒀는데, 이 승리는 1904-05년 시즌에 2라운드에서 맨체스터 시티를 상대로 원정 승리를 거둔 이후로 첫 원정 승리였다. 2라운드에서 리즈 유나이티드를 홈에서 꺾은 볼턴은 볼턴은 3라운드에서 1922년 FA컵에서 우승을 차지했으며 1부 리그 최고의 팀 중 하나인 허더즈필드 타운을 만났다. 허더즈필드의 리즈 로드 경기장에서의 원정 경기는 무승부로 끝났는데, FA컵 규정상 재경기를 치렀고, 볼턴이 홈에서 1:0으로 승리를 거뒀다. 4라운드에서 볼턴은 찰턴 애슬레틱을 상대로 1:0의 스코어를 다시 기록하며 준결승전에 올랐고, 맨체스터 유나이티드의 홈구장인 올드 트래퍼드에서 치러진 준결승전에서도 셰필드 유나이티드를 1:0으로 꺾었다. 준결승전 입장표 가격은 굉장히 비쌌지만(당시 가격:12만 달러) 72,000명의 관중들이 경기장을 찾아 FA컵 준결승 최다 관중 기록을 세웠다. 한편 3라운드부터 모든 경기에서 한 골씩 터뜨려 모두 1:0 승리를 이끈 데이비드 잭은 혼자의 힘으로 팀을 결승전으로 이끌었다는 명성을 얻게 된다.
| 라운드 | 상대팀                       | 결과 |
| ------ | ---------------------------- | ---- |
| 1      | 헐 시티 (원)                 | 3:2  |
| 2      | 브라이턴 앤 호브 앨비언 (원) | 1:1  |
| 2      | 브라이턴 앤 호브 앨비언 (홈) | 1:0  |
| 3      | 플리머스 아가일 (홈)         | 2:0  |
| 4      | 사우샘프턴 (원)              | 1:1  |
| 4      | 사우샘프턴 (홈)              | 1:1  |
| 4      | 사우샘프턴 (중)              | 1:0  |
| 준결승 | 더비 카운티 (중)             | 5:2  |

볼턴의 수비 중심 전술과 달리, 웨스트 햄은 대다수 팬들이 좋아하는 빠른 움직임과 공격적인 플레이를 선보였다. 런던을 연고지로 삼고 있는 웨스트 햄은 1라운드에서 2부 리그 소속인 헐 시티를 3:2로 격파했다. 2라운드에서 3부 남부 리그의 브라이턴 앤 호브 앨비언을 맞아 무승부를 기록한 웨스트 햄은 재경기에서 1:0으로 승리하고 다음 라운드에 진출했다. 웨스트 햄은 3라운드에서 3부 남부 리그의 또다른 팀 플리머스 아가일을 쉽게 꺾고 4라운드에 진출했지만, 4라운드에서는 까다로운 상대인 사우샘프턴을 만나게 되었다. 웨스트 햄 홈구장 불린 그라운드에서 펼쳐진 첫 경기는 1:1 무승부로 끝났고, 사우샘프턴의 델 경기장에서 열린 재경기도 무승부로 종료되었다. 두 번째 재경기는 중립 경기장인 아스톤 빌라의 홈구장, 버밍엄의 빌라 파크에서 열렸고, 웨스트 햄이 빌리 브라운의 결승골에 힘입어 사우샘스턴을 1:0으로 꺾었다. 빌리 브라운은 70분 경에 "절묘한 프리킥"으로 사우샘프턴 골키퍼 허버트 락을 꼼짝 못하게 만들며 결승골을 뽑아내며 팀의 준결승전 진출을 이끌었다. 천신만고 끝에 첼시의 홈구장인 스탬퍼드 브리지에서 열리는 준결승전에 진출한 웨스트 햄은 더비 카운티를 맞아 5:2 대승을 거두며 결승전에 진출했다. 빌리 브라운이 2골을 터리는 활약을 선보였고, 빌리 무어도 2골을 터뜨려 팀의 승리를 이끌었다. 웨스트 햄이 웸블리에서 열리는 결승전까지 올라가면서 만난 팀들은 모두 2부 리그 이하의 팀들이었다. 그렇게해서 웨스트 햄은 잉글랜드에서 리그 시스템을 운영하기 시작한 이래에 한 번도 최상위리그에 속한 팀들과 붙지 않고 잉글랜드 FA컵 결승전에 진출한 첫 팀이 되었다.

## 경기 전

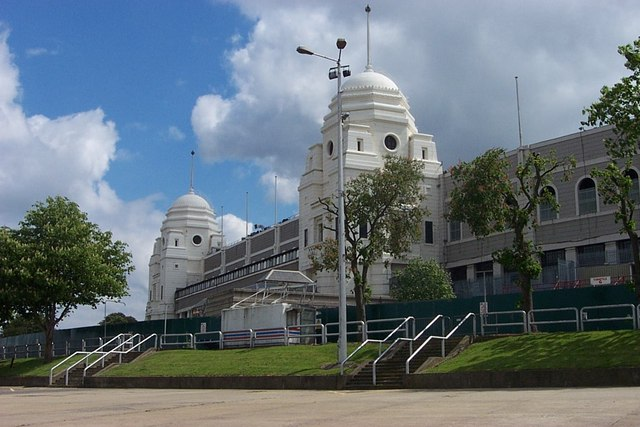
구 웸블리 스타디움의 쌍둥이 탑

이 경기는 1924년에 완공될 예정이었다가 예정 기간보다 1년 정도 일찍 완공된 구 웸블리 스타디움에서 열린 모든 종류의 행사 가운데 가장 처음으로 열렸던 경기였다. 1차 세계 대전 종료 이후로 스탬퍼드 브리지에서 열린 첫 3번의 잉글랜드 FA컵 결승전이 모두 만원 관중을 달성하지 못했기 때문에, 잉글랜드 축구 협회는 이번 경기에서 관중들이 새로운 경기장을 가득 매우고 대형 광고들을 따낼 수 있을지에 대해 걱정이 앞섰다. 이런 우려를 불식시키듯 최고의 국립 경기장으로 소개되었던 웸블리 스타디움은 경기 날에 12만 5천여명이 방문하면서 영국 축구 역사상 유래없는 관중 수를 기록하며 새로운 명소로 떠올랐고, 또한 많은 사람들의 이목을 받게 되었다. 런던에 소재하고 있던 축구 팀이 웸블리에서 경기를 치르는 날에는 대도시인 런던의 모든 축구 팬들이 모두 경기장으로 몰리게 되는 현상이 있었는데, 경기 당일 아침에 발간된 신문은 볼턴에서 5천명의 원정 관중이 예상되며, "이들과 함께 총 11만 5천명의 열광팬들이 런던과 다른 지역에서 몰려들 것"이라고 보도했다. 대중교통으로도 간편히 찾아 갈 수 있는 경기장의 접근성과 경기 당일 날의 좋은 날씨 또한 엄청난 관중이 몰려드는 데에 한 몫을 했다.
| “                      | 아버지는 이 경기에 대해 굉장히 무심하셨다. 아버지께서는 '한 번 우리가 경기를 보러 갈 수 있는지 보자'라고 말씀하셨다. 웸블리 파크 튜브 역에 도착했을 때 우리는 같은 방향을 향하는 엄청난 규모의 인파를 보았다. 그들은 서로 딱 달라 붙어있으며 굉장히 밀집해있었지만 내가 그런 인파 속에서도 무서운 느낌이 들지 않을 정도로 사람들은 선량했다. 경기장 입구에서도 엄청난 인파가 있었다. 아버지는 '봐라, 모든 사람들이 회전식으로 돼있는 문으로 들어가고 있잖아. 우리도 따라가보자.'라고 하셨지만 그 문은 잠겨있었다. 직원들이 그냥 잠가버리고 떠난 것이었다. 그래서 우리는 펜스와 문을 넘었고 그러자 그라운드 안으로까지 들어가게 되었다. | ” |
| — 데니스 하이엄 (관중) | |   |

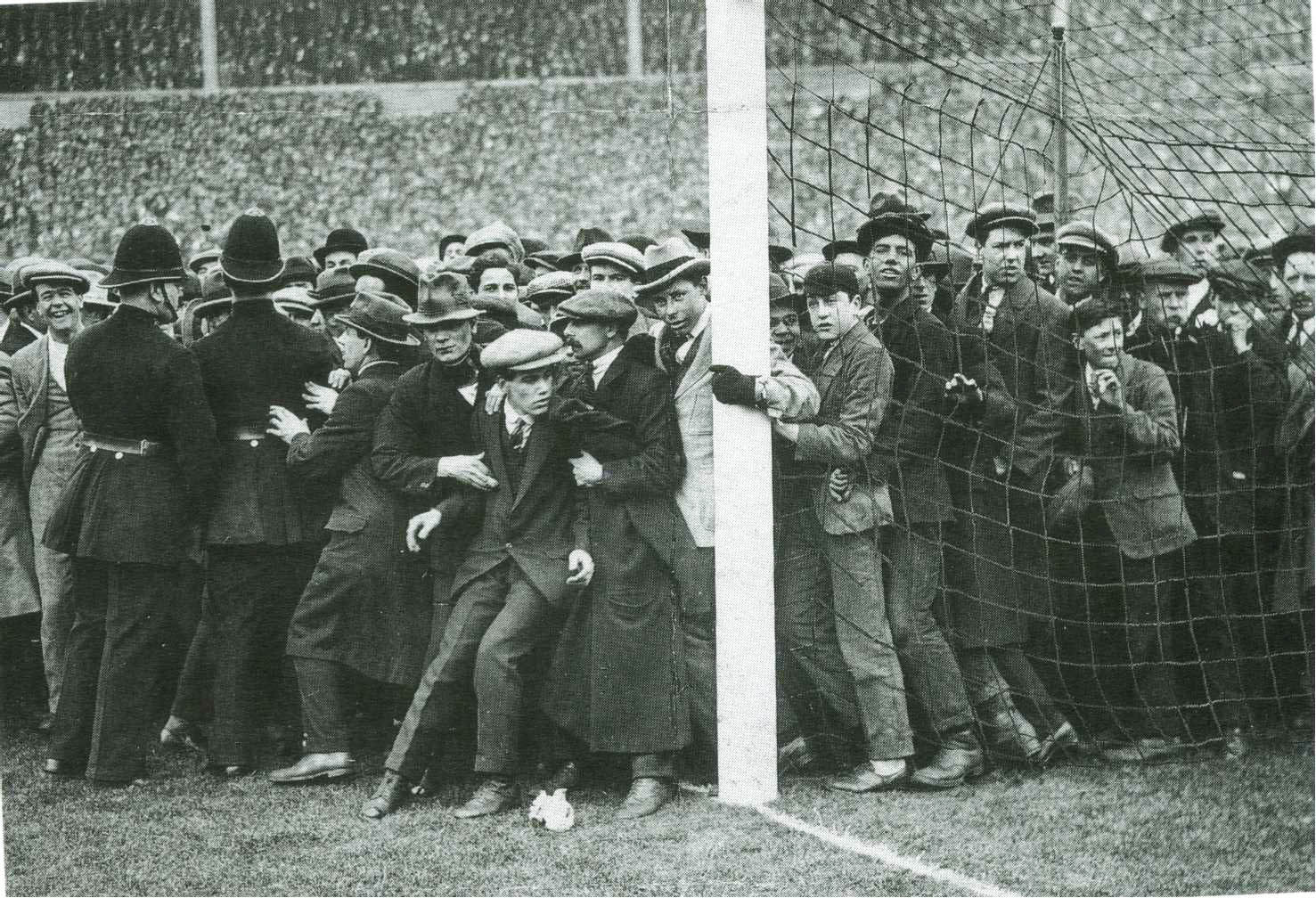
관중 수가 피치 위에 올라갈 정도로 너무 많았다.

출입문은 알려진 대로 경기 시작 시간 3시간 30분 전인 오전11시 30분에 열렸고 오후1시까지 몰려든 관중들은 질서있게 경기장에 입장했다. 그러나 1시까지 몰려든 관중들이 감당하지 못할 정도로 불어나자 경기장 관리측의 조사 후에 오후 1시 45분에 출입구를 닫고 관중의 입장을 막았다. 관중이었던 윌리엄 로스는 올림픽길(Olympic Way)이 "사람들로 들끓었"고 "경기장에 가까워질수록 그 정도가 심해지다 결국 경기장에 도착했을 때는 회전식 문이 닫혀있었다"라고 나중에 회고하기도 했다. 경기장 상태에 대한 정보가 여러 기차역에 전달되었지만, 몇 천 명의 사람들이 계속 경기장에 도착해 출입구 주변에 큰 혼란이 일어났다. 경기장에서의 경기 준비는 부실했었는데 《데일리 메일》의 기자는 경기장의 상태에 대해 관리인들은 "쓸모가 없었"고 경기장 측 사람들은 경기장 밖과 안의 상황에 대해 "아무것도 모르는 것처럼 보였다"고 자신의 리포트에 적기도 했다. 경기장을 찾은 팬들은 아무런 마련된 장소를 소개받지 못했고, 관중석의 아래층을 위층보다 몇 배나 빠르게 채웠다. 경기장 밖의 인파가 점점 늘어나서 지역 경찰까지 동원되었지만 이미 인파가 너무 커져버리는 바람에 경찰은 취할 수 있는 행동이 아무것도 없다고 판단했다. 오후2시 15분, 경기장 밖의 사람들은 경기장의 벽을 향해 돌진해서 억지로 경기장에 진입하려고 했다. 아래층에 있던 관중들은 이 군중을 피하기 위해 이 펜스를 넘어서 그라운드까지 들어가게 되었다. 당시 관중 테리 히키는 "줄여서 말하자면, 모든 것들이 짜증나는 난장판이었다."라며 훗날 당시 상황의 극단성에 대해서 설명하기도 했다. 공식적인 관중 수는 126,047명으로 집계되었지만 실제로 입장한 관중 수는 15만명에서 30만명까지 이를 것으로 추측된다. 잉글랜드 축구협회는 입장권을 예매했으나 지정된 좌석에 앉을 수 없었던 관중들에게 표 값의 10%를 환불했다. 경기장 주변 도로들이 모두 차단되는 바람에 볼턴의 선수들은 경기장에서 1마일 떨어진 곳에서부터 코치와 따로 떨어져 인파 속을 뚫고 경기장에 진입했다. 《타임》은 한 때 경기가 열리는 것 자체가 불가능해보였으나 영국의 왕 조지 5세가 도착하자 관중들 사이의 분위기가 바뀌었다고 기록했다. 관중들은 열렬히 영국의 국가인 〈하느님, 국왕 폐하를 지켜주소서〉를 따라 부른 뒤에 선수들이 경기하는 공간을 정리하는 것을 돕기 시작했다.

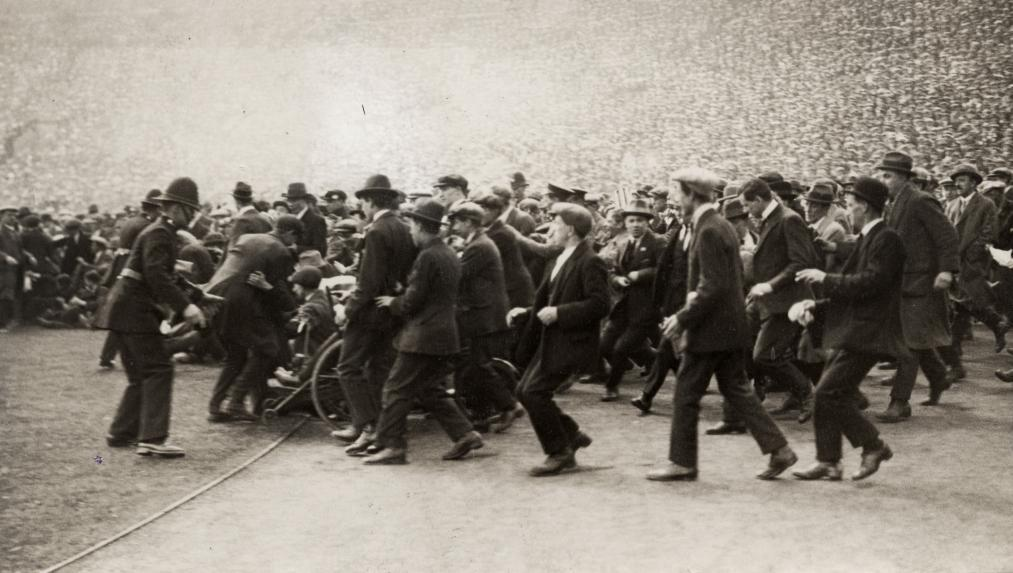
관중들이 그라운드에 쏟아져 나왔다.

결국 "빌리"("Billie" 혹은 "Billy")라는 이름의 말을 몰았던 조지 스코리 순경을 포함한 기마 경찰관들이 선수들이 경기하는 피치 위를 정리하기 위해 투입되었다. 스코리 순경은 당일 근무가 아니었으나 경기장 안의 인파가 점점 많아지면서 긴급 지원 요청을 받고 경기장에 투입되었다. 빌리라는 말은 사실 회색이었으나, 흑백으로 나오던 당시 시대의 뉴스 자료 화면으로 인해 하얀 색으로 보였다. 가끔 관심을 끌었던 것과는 다르게 다른 말들도 경기장에 투입되었지만, 뉴스 자료 화면에서 가장 눈에 띄는 그 하얀 말이 그 날의 상징이 되었다. 관련자들은 그 경기는 스코리 순경이 없었다면 결코 열렸을 수 없었을 것이라고 훗날 밝히기도 했다. 스코리가 몇 년 후 BBC와의 인터뷰에서 그가 취한 행동에 대해 질문을 받자, 그는 이렇게 대답했다.
| “ | 내 말이 필드 안으로 진입했을 때, 나는 인산인해를 이루고 있는 사람들 밖에 보이질 않았다. 나는 '우린 할 수 없어. 이건 불가능해'라고 생각했지만, 나는 마침 한 쪽이 열리는 것을 보았고 말은 자신의 코와 꼬리를 이용해 우리가 골라인 정리를 끝낼 때까지 사람들을 뒤로 밀어내는 등 굉장히 잘해주었다. 나는 그들 앞에서 협조를 부탁했고 그들은 우리가 골라인에 도달할 때까지 한 발짝 씩 뒤로 물러섰다. 그 다음 그들은 그 자리에 앉았고 우리는 그렇게 임무를 수행했는데... 이것은 전적으로 말 덕분이다. 아마 내 말이 더 많은 관심을 끌 수 있는 하얀 색이였기 때문일 것이다. 그렇지만 그보다 중요한 이유는 말이 그가 무엇을 해야하는 지 잘 이해하고 있었기 때문이 아닐까 싶다. 또한 관중들이 요청에 비교적 잘 따라주어서 많은 도움이 되었다. | ” |
|   | — 조지 스코리, Collett, Mike. 《The Complete Record of the FA Cup》. 34–35쪽. |   |

양 팀 선수들은 경찰에게 관중들을 진정시켜달라고 요구했고, 결국 경찰은 관중들을 터치라인 바깥으로 이동시켰다. 관중들이 피치 주위에 서는 동안 시작이 지연되어 결국 경기는 45분 늦게 시작되었다.

## 경기

### 요약

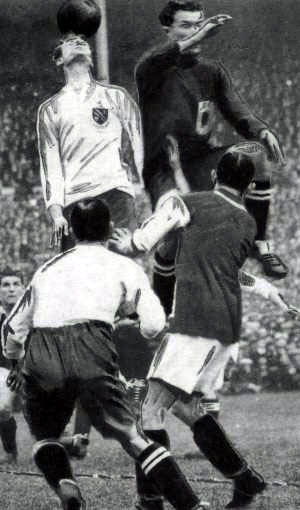
딕 핌과 볼턴의 두 선수가 주도권을 지키려 몸싸움을 벌이고 있다.

양 팀 모두 그 당시에 가장 전형적인 포메이션을 들고 나왔는데, 전술의 기본 형태는 2명의 풀백이 뒤에 위치하고 한 명의 센터 하프와 두 명의 윙 하프로 구성된 3명의 하프백이 그 앞에 서서 수비를 담당하고 마지막으로 2명의 아웃사이드 포워드, 두 명의 인사이드 포워드, 그리고 한 명의 센터 포워드로 구성된 5명의 포워드가 공격을 맡는 것이다. 웨스트 햄은 두 빠른 아웃사이드 포워드인 딕 리차즈와 지미 러펠을 중심으로 하는 전략을 구성했으나 볼턴은 시작하자마자 그 두 선수를 잘 움직이지 못하게 묶어두었고, 또한 그 두 선수가 공을 잡자마자 달려들어 방해하는 맞춤전략을 썼다. 경기 시작 2분 후 웨스트 햄의 하프백인 잭 트레사던이 스로인을 던진 후에 관중들에 휩쓸려 그라운드로 복귀하지 못하는 상황이 벌어졌다. 이 기회를 놓치지 않은 볼턴의 데이비드 잭이 선수 숫자의 우위를 점한 상황에서 슈팅을 하였다. 웨스트 햄의 골키퍼 테드 허프튼이 이 슛을 막지 못하고 실점을 허용해 볼턴이 앞서나가기 시작했다. 그때 그 공이 다른 관중들에 밀려내려와 골네트에 바짝 붙어있던 한 관중을 강타하면서 그 관중이 무의식 상태가 되어버렸다. 실점 3분 후 웨스트 햄의 빅 왓슨이 볼턴의 골문 바로 앞에서 공을 잡아 천금같은 기회를 잡았으나 슛이 크로스바를 넘어가버렸다. 전반 11분 경에는 또다시 관중들이 앞으로 몰리면서 다수의 팬들이 그라운드 안으로 진입하는 바람에 부심들을 위해 말을 탄 경찰들이 상황을 수습할 때까지 경기가 지연되었다. 선수들이 경기 재개를 기다리는 동안 몇몇 관중들은 많은 관중 속에서 당한 부상 때문에 영국 적십자의 응급처치가 필요하기도 했다. 경찰들은 그라운드 주변을 돌며 더 이상 관중들이 선을 넘어 진입하지 못하도록 했고 그 사이 경기가 재개되었다.
경기가 다시 시작되고 얼마 지나지 않아 웨스트 햄의 딕 리차즈는 볼턴 수비수 두 명을 따돌리고 슛을 시도했다. 볼턴의 골키퍼 딕 핌이 그 슛을 잡지 못하고 놓쳤으나 공이 골라인을 넘기 전에 발로 차서 걷어내어 실점은 허용하지 않았다. 볼턴은 위기를 넘기고 다시 경기를 지배해 나가기 시작했지만 볼턴은 웨스트 햄의 풀백 빌리 헨더슨의 날카로운 공격을 막기 위한 전술적 준비만이 되어있던 상태였다. 그러나 볼턴은 웨스트 햄이 공격할 때 5명이나 하프백으로 전환하는 강력한 수비진을 빠르게 구축하는 전략을 사용해 대응했다. 이 전술은 웨스트 햄의 공격을 압박하며 무력화시켰고 볼턴의 계획을 완성시키는데 큰 역할을 했으며, 결국 전반전은 1:0으로 볼턴이 리드하며 끝났다. 피치를 둘러싼 관중들 때문에 락커룸으로 들어갈 수 없었던 선수들은 대신 후반전이 시작하기 전까지 5분간 피치에 남아있었다.
웨스트 햄은 후반전에는 보다 더 강한 모습을 보여줬는데, 특히 빅 왓슨이 좋은 자리에서 골 찬스를 맞았으나 슛이 골문을 빗나갔다. 그러나 후반 8분에 볼턴이 웨스트 햄의 거센 저항을 뿌리치고 쐐기골을 넣었다. 아웃사이드 포워드 테드 비자드가 공을 경기장 중앙에 패스했고, 패스를 받은 잭 스미스가 골키퍼 허프슨이 처리하기 앞서 슛을 성공시켰다 골을 넣었다. 그 때 공이 다시 튕겨 나왔는데, 웨스트 햄 선수들은 공이 골라인을 지나지 않고 골포스트를 맞고 튀어 나왔다고 거세게 항의했으나 주심 D. H. 애슨은 어필을 묵살하고 공이 골라인을 지난 뒤에 다시 튕겨 나왔다고 판단했다. 웨스트 햄은 또한 볼턴이 불공평한 어드벤티지를 받았다고 항의했는데, 항의 내용은 비자드에게 공을 차준 사람이 피치 주변에 서있던 볼턴의 팬이었다는 것이다. 하지만 애슨은 이 항의도 기각하고 볼턴의 두 번째 골을 최종적으로 인정하였다. 이때부터 볼턴의 승리를 예상한 많은 관중들이 경기장을 일찍 빠져나갔다. 볼턴의 두 번째 득점 이후 양 팀 모두 좋은 골찬스를 잡지 못하고 교착 상태에 빠져 별다른 흥미를 일으키지 못했다. 경기 후반에는 웨스트 햄의 주장인 조지 케이가 주심에게 경기를 일찍 끝내라고 요구했으나, 소문에 의하면 볼턴의 주장 조 스미스가 주심에게 "우리는 잘 하고 있어요. 우리는 필요하다면 해가 질 때까지라도 플레이를 계속 할 겁니다."라고 대답했다고 한다. 이윽고 경기 종료가 가까워 주심이 마지막을 휘슬을 불자 2:0으로 볼턴이 승리하여 우승컵을 차지했다. 영국의 왕 조지 5세가 FA컵 우승 트로피를 조 스미스에게 수여했고 경기장의 관중들의 환호를 유도했다. 한편 웨스트 햄의 트레이너 찰리 페인터는 "흰 말들이 그 큰 발들로 피치(그라운드)를 쿵쿵거리며 돌아다니면서 경기를 절망적으로 만들어버렸다. 우리 팀의 윙어들은 계속해서 넘어졌으며 피치에 파인 홈과 구멍들로 인해 많은 실수를 저질렀다"며 경기 시작 전에 훼손된 피치의 상태를 팀의 패배 원인으로 꼽았다.

### 상세한 내용
| 볼턴 원더러스                  | 2–0      | 웨스트햄 유나이티드 |
| ------------------------------ | -------- | ------------------- |
| 데이비드 잭 2′ · 잭 스미스 53′ | (리포트) |                     |

| 볼턴 원더러스:                      |  |                              |
|                                     |  |                              |
| GK                                  |  | 딕 핌 (Dick Pym)             |
| FB                                  |  | 밥 하워스 (Bob Haworth)      |
| FB                                  |  | 알렉스 핀니 (Alex Finney)    |
| HB                                  |  | 해리 넛틀 (Harry Nuttall)    |
| HB                                  |  | 지미 새든 (Jimmy Seddon)     |
| HB                                  |  | 빌리 제닝스 (Billy Jennings) |
| FW                                  |  | 빌리 버틀러 (Billy Butler)   |
| FW                                  |  | 데이비드 잭 (David Jack)     |
| FW                                  |  | 잭 스미스 (Jack Smith)       |
| FW                                  |  | 조 스미스 (c) (Joe Smith)    |
| FW                                  |  | 테드 비자드 (Ted Vizard)     |
| 감독:                               |  |                              |
| 찰스 포우레이커 (Charles Foweraker) |  |                              |

| 웨스트 햄 유나이티드: |  |                               |
|                       |  |                               |
| GK                    |  | 테드 허프튼 (Ted Hufton)      |
| FB                    |  | 빌리 헨더슨 (Billy Henderson) |
| FB                    |  | 잭 영 (Jack Young)            |
| HB                    |  | 시드 비숍 (Syd Bishop)        |
| HB                    |  | 조지 케이 (c) (George Kay)    |
| HB                    |  | 잭 트레사던 (Jack Tresadern)  |
| FW                    |  | 딕 리차즈 (Dick Richards)     |
| FW                    |  | 빌리 브라운 (Billy Brown)     |
| FW                    |  | 빅 왓슨 (Vic Watson)          |
| FW                    |  | 빌리 무어 (Billy Moore)       |
| FW                    |  | 지미 러펠 (Jimmy Ruffell)     |
| 감독:                 |  |                               |
| 시드 킹 (Syd King)    |  |                               |

| 볼턴 원더러스 | 웨스트 햄 · 유나이티드 |

| 경기 규칙 - 경기 시간 90분. - 경기 후에도 동점이면 30분의 연장전. - 연장전 후에도 동점이면 재경기. - 선수 교체 불가. |

## 경기 후
약 900명의 관중들이 경미한 부상을 당한 것으로 밝혀졌으나 22명만이 병원에 갔고 그 중 열 명은 곧 퇴원했다. 경찰관 두 명 또한 경기 중에 부상을 당했다. 이 혼란스러운 경기 상황은 내무 장관 윌리엄 브리지맨이 경찰의 상황 대처와 관중들의 전체적인 행동에 찬사를 보냈던 영국 하원에서 논쟁을 일으켰다. 논쟁 중에 오스왈드 모슬리는 그 관중들을 훌리건으로 표현한 이유로 하원 의장으로부터 문책을 받았다. 브리지맨은 공개적인 조사를 검토하라는 요구를 받았지만 결국 경찰이 사건을 잘 해결했다는 결론을 내렸고, 또 그는 경기장 관리측과 경찰이 유사한 일이 다시 일어나지 않게 계획을 세운다는 방침에 행복하다고 했다.

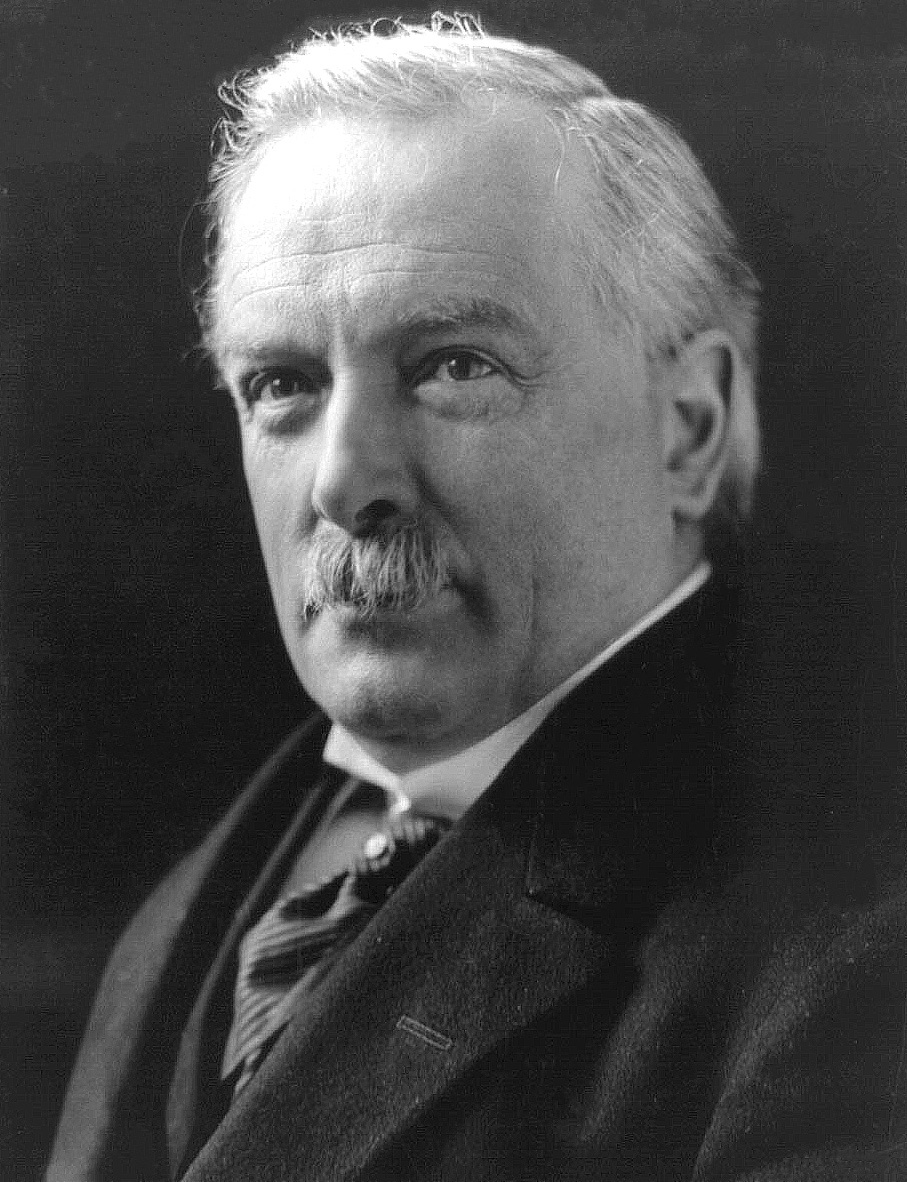
데이비드 로이드 조지가 경기 후 저녁 식사에서 건배를 외쳤다.

한 단체가 경기 한 달 후에 경기장을 조사했고, 경기장 관리측에 여러 권고사항을 제시했다. 그들의 제안들 중에는 회전식 문을 최신식 문으로 교체하는 것, 출입문과 난간의 추가 설치, 그리고 테라스를 한 테라스당 하나의 문을 갖게끔 나누는 것 등이 포함되어있다. 그 외에도 관리측은 다음 해부터 열릴 모든 결승전에는 표의 예매를 의무화함으로써 당일에 경기장의 수용 능력을 넘기는 사람들이 혹시 출입구에서 표를 구할 수 있을까라는 기대를 갖고 경기장을 찾아오지 못하게 방지하였다. 총 입장료는 27,776 파운드였다. 경기장 관리 비용을 뺀 뒤에, 잉글랜드 축구협회와 결승전의 두 팀이 각각 £6,365씩 나눠가졌는데 표를 예매한 관중들이 자신들의 지정석에 앉지 못함으로 인해 발생한 환불 비용은 축구협회의 몫에서 빠졌다.
경기 후 선수들과 경기 관련자들은 전직 영국 총리 데이비드 로이드 조지가 건배를 외친 저녁 식사에 참석하였다. 볼턴의 선수들은 기차를 타고 집으로 돌아갔고 판워스 자치 도시의 시장과의 약속에 가기 전 모지스 게이트 역에서 시의장에게 따뜻한 환영을 받았다. 볼턴 구단은 승리한 모든 선수들에게 각각 금으로 된 손목시계를 선물했다. 한편, 양 팀의 선수들은 모두 기념 금메달을 받았다. 웨스트 햄의 조지 케이에게 증정된 메달은 2005년에 경매를 통해 £4,560에 팔렸고, 경기 입장표나 경기 구성표도 경매에 드물게 나와 귀한 대접을 받았다.

### 영향
하얀 말 빌리는 영국 축구의 역사 속 유명한 장면 중 하나로 남아있어서 이 경기는 주로 "백마 결승전"("The White Horse Final")으로 불린다. 2005년에 웸블리 경기장 근처에 지어질 새로운 다리 이름을 팬들의 투표로 뽑았는데, 그 중에서 백마교(White Horse Bridge)로 하자는 의견이 가장 많았다. 이 투표를 주관했던 런던 개발청의 상임 이사는 이 투표 결과로 뽑힌 이름이 말처럼 웸블리 안의 사람들에게 안전을 제공하라는 뜻으로서 다리의 이름으로 적합하다고 발표했다. 스코틀랜드 신문인 《데일리 레코드》는 스코틀랜드의 국가대표팀의 팬들이 "백마"(White Horse)를 지지했는데 그 이유는 전직 잉글랜드 축구 선수나 감독의 이름이 붙여져 영광을 안게 되는 것을 막으려고 했기 때문이고, 또한 "White Horse"라는 이름이 위스키 브랜드 이름이었다는 점도 그 이름을 지지한 이유였다고 밝혔다. 빌리의 주인인 조지 스코리는 잉글랜드 축구협회로부터 이후의 모든 결승전 경기를 관람할 수 있는 무료 티켓을 받았지만 축구에 관심이 없어서 한 차례도 경기장을 찾지 않았다. 2007년에는 결승전에서 벌어진 일들에 대한 볼턴 시민들의 반응들을 연기로 담은 연극이 볼턴의 옥타곤 극장에서 상영되었다.

## 참고 서적
- Belton, Brian (2006). 《The Lads of '23: Bolton Wanderers, West Ham United and the 1923 FA Cup Final》. Soccerdata. ISBN 978-1899468911.